# Sali Levi
Sali Levi (geboren am  2. November 1883 in Walldorf (Baden); gestorben am 25. April 1941 in Berlin) war der letzte Rabbiner der alten jüdischen Gemeinde in Mainz.

## Leben
Sali Levi wurde 1883 in Walldorf als Sohn des Kaufmanns und Gemeindevorstehers Wilhelm Sali und dessen Ehefrau Johanna geb. Sternweiler geboren. Er besuchte ab 1902 das theologische Seminar in Breslau sowie die Universität Breslau. 1905 promovierte er in Erlangen mit einer Arbeit über Hermann Lotzes Substanzbegriff. Ab 1909 war er zweiter Rabbiner in Breslau. Während des Ersten Weltkriegs war er Feldgeistlicher an der Ostfront und in Wilna stationiert. 1918 trat er die Nachfolge von Siegmund Salfeld als Rabbiner der jüdischen Gemeinde in Mainz an. Sali beteiligte sich aktiv am politischen Leben in Mainz. Er gehörte auch zu den Mitbegründern der Volkshochschule Mainz.
Levi machte sich auch um die Erforschung der Geschichte des jüdischen Mainz verdient, z. B. durch die Errichtung eines Denkmalfriedhofes, des Judensands, und eines Museums jüdischer Altertümer in der Synagoge der liberalen jüdischen Gemeinde in der Hindenburgstraße 44. 1925 wurde er Vorsitzender des Vereins zur Pflege jüdischer Altertümer in Mainz.

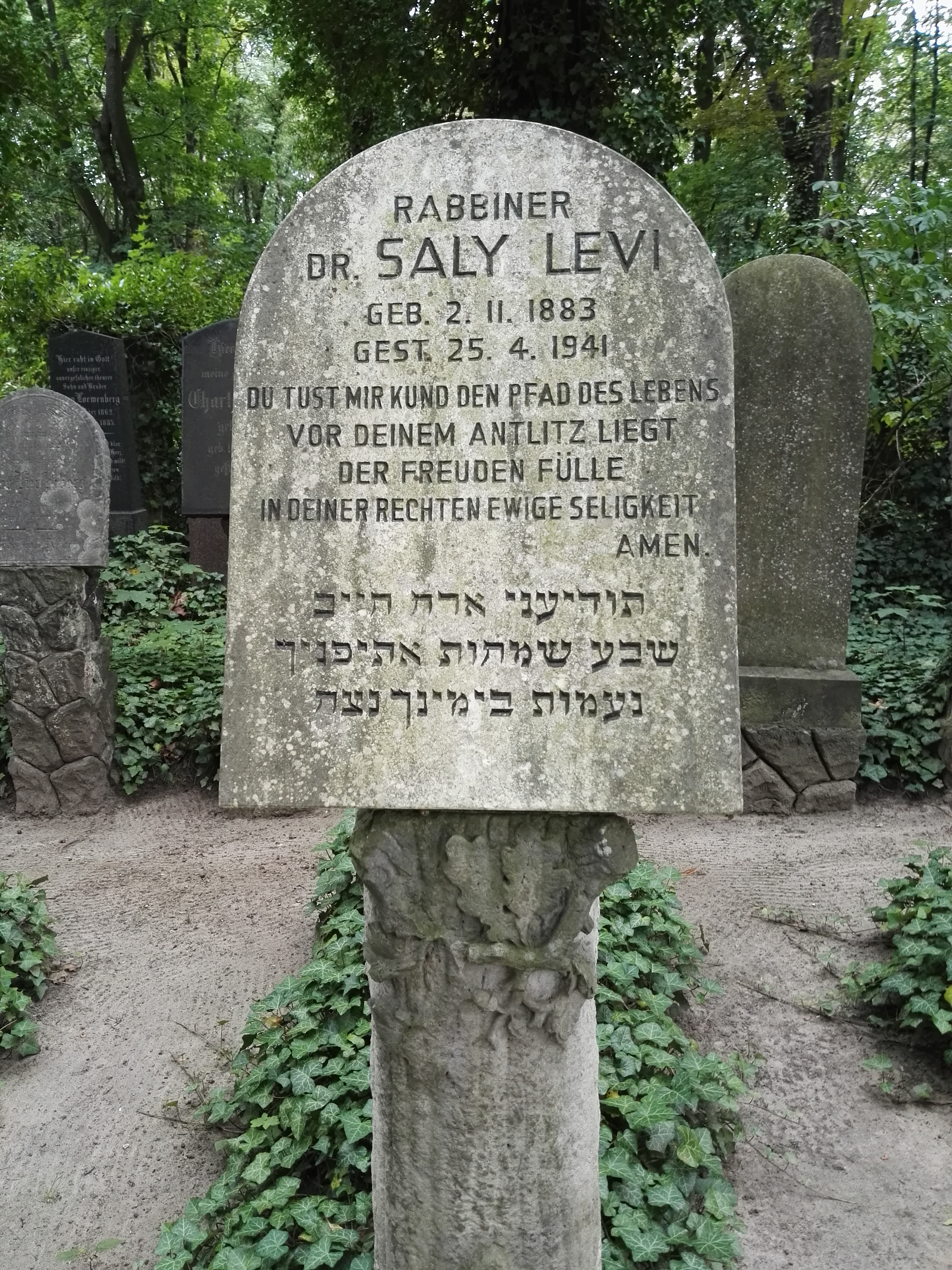
Grabstätte

1934 wurde Levi die Leitung der jüdischen Bezirksschule in Mainz übertragen, die in der Synagoge in der Hindenburgstrasse untergebracht und die ausschließlich jüdischen Schülerinnen und Schülern vorbehalten war. Er hatte dieses Amt bis Mai 1936 inne. Von einem Besuch in den Vereinigten Staaten kehrte er 1938 nach Mainz zurück, um seine Gemeinde weiterhin zu unterstützen. Bis zum Frühjahr 1941 blieb Sali Levi in Mainz. Dann entschloss er sich zur Auswanderung. Vor seiner Abreise bat er Michel Oppenheim darum, als Verbindungsmann zwischen der Gestapo und der jüdischen Gemeinde zur Verfügung zu stehen. Er reiste nach Berlin, um von dort seine Auswanderung in die USA vorzubereiten. Er wartete wochenlang auf ein Visum und starb dort am 25. April 1941 an den Folgen eines Herzanfalls. Er wurde auf dem jüdischen Friedhof in Berlin-Weißensee begraben.

## Veröffentlichungen
- Beiträge zur Geschichte der ältesten jüdischen Grabsteine in Mainz, herausgegeben anlässlich der Rückführung dieser Steine auf den alten „Judensand“. Mainz 1926.